# Albert de Hoop
 (avril 2016).
Si vous disposez d'ouvrages ou d'articles de référence ou si vous connaissez des sites web de qualité traitant du thème abordé ici, merci de compléter l'article en donnant les références utiles à sa vérifiabilité et en les liant à la section « Notes et références ».
Albert de Hoop (né le 5 septembre 1958) est un homme politique néerlandais, bourgmestre de la commune de Ameland.
Avant de devenir bourgmestre, il a siégé pendant de nombreuses années au conseil municipal de Skarsterlân, d'abord en tant que membre du conseil, puis comme bourgmestre.
Le 1er juillet 2006, il a prêté serment en tant que bourgmestre d'Ameland.
Albert de Hoop est membre de D66.